# Dorve
Dorve és un poble del terme municipal de la Guingueta d'Àneu, a la comarca del Pallars Sobirà. Antigament formava part del terme de Jou.
Està situat a prop i a llevant de l'actual cap de municipi, la Guingueta d'Àneu, en un coster emmarcat a llevant per lo Barranc i a ponent pel Barranc de la Costa, al sud-est del Serrat de Dorve i al sud-sud-est del Turó de l'Àliga.
Dorve té dues esglésies, la parroquial de Sant Bartomeu i la capella de Sant Esteve. Les cases del poble s'organitzen a l'entorn d'una plaça molt ampla.

## Etimologia
Segons Joan Coromines, Dorve és un dels molts topònims pirinencs d'origen bascoide, preromà, però del qual costa de precisar-ne l'origen exacte.

## Geografia

### El poble de Dorve

#### Les cases del poble[2]
| - Casa Alfonso - Casa Antònia - Casa Arnaldic - Casa Aimat - Casa Aiguanot - Casa Badia | - Casa Blasi - Casa Cabaler - Casa Camadall - Casa Capella - Casa Carolina | - Casa Caterina - Casa Cinto - Casa Escart - Casa Escosies - Casa Ferrera | - Casa Gallimet - Casa Gildo - Casa Grau - Casa Leix - Casa Pere | - Casa Picot - La Rectoria - Casa Teixidor - Casa Teixó - Casa Tissós |

## Història

### Època moderna
En el fogatge del 1553, Dorbe declara 5 focs laics i 1 d'eclesiàstic (uns 30 habitants).

### Edat contemporània
Pascual Madoz dedica un article del seu Diccionario geográfico... a Dorbe. Hi diu que és una localitat amb alcalde situada en el vessant d'una muntanya molt alta, a la Vall d'Àneu. El clima és fred i ben ventilat, i s'hi pateixen pulmonies i reumes. Tenia en aquell moment 8 cases i l'església parroquial de Sant Bartomeu, servida per un rector natural de la vall. Hi ha diverses fonts amb aigües molt fortes. Les terres són fluixes i pedregoses, molt muntanyoses, amb muntanyes molt altes al nord i a l'est, algunes amb boscos i d'altres despoblades. S'hi collia blat, sègol, ordi, fenc, patates i fruites. S'hi criava tota mena de bestiar, i hi havia caça de llebres, isards, perdius i alguns ossos. Comptava amb 13 veïns (caps de casa) i 80 ànimes (habitants).